# ستاره دنباله‌دار (فیلم)
ستاره دنباله‌دار فیلمی به کارگردانی و نویسندگی سیروس کاشانی‌نژاد محصول سال ۱۳۶۴ است.

## خلاصه داستان
نوجوانی روستایی به نام محمد حسین، به جبهه می‌رود. او ماجراهایی را که روزهای پیش از انقلاب در روستا از سر گذرانده است، تعریف می‌کند. محمد حسین پس از اطلاع از کشته شدن هم ولایتی اش، حاج ولی، به خط مقدم می‌شتابد. گروهی از سربازان دشمن را می‌کشد و یک تانک دشمن را نیز منهدم می‌کند.

## بازیگران
- جمشید مشایخی
- فخری خوروش
- اکبر زنجانپور
- محمدعلی کشاورز
- جعفر والی
- علی محزون
- امرالله صابری
- حمید طاعتی
- محمد نادعلی
- منوچهر لاریجانی
- نادر دلاوری
- آفاق شهرستانی
- منوچهر علیپور
- رضا یوکائی
- عباس محجوب
- محمود شیری
- نادر قویدل
- اولیایی
- علی اصغر میرزایی
- علی حق فروش
- بهمن ملکی
- حمید رخشانی
- حسن رجبیان
- محمود آقایی
- علی حیدری
- سرافراز